# Hrajovice
Hjarovice (Duits: Rayowitz) is een Tsjechische plaats in de gemeente Kamberk, regio Midden-Bohemen, en maakt deel uit van het district Benešov. Het dorp ligt op ongeveer 2 kilometer afstand van Kamberk en op 13,5 kilometer afstand van Vlašim.
Hjarovice telt 20 inwoners (2021).

## Geografie
De Pravětickýbeek, een zijrivier van de Blanice, stroomt door het dorp.

## Geschiedenis
De eerste schriftelijke vermelding van het dorp dateert van 1420.
In 1949 werd Hjarovice, samen met Kamberk, ingedeeld bij het district Benešov.

## Verkeer en vervoer

### Autowegen
Er leidt een regionale weg naar het dorp.

### Spoorlijnen
Er is geen station in (de buurt van) Hjarovice.

### Buslijnen
Er is geen bushalte in het dorp. De dichtstbijzijnde bushaltes zijn in Kamberk.

## Galerij

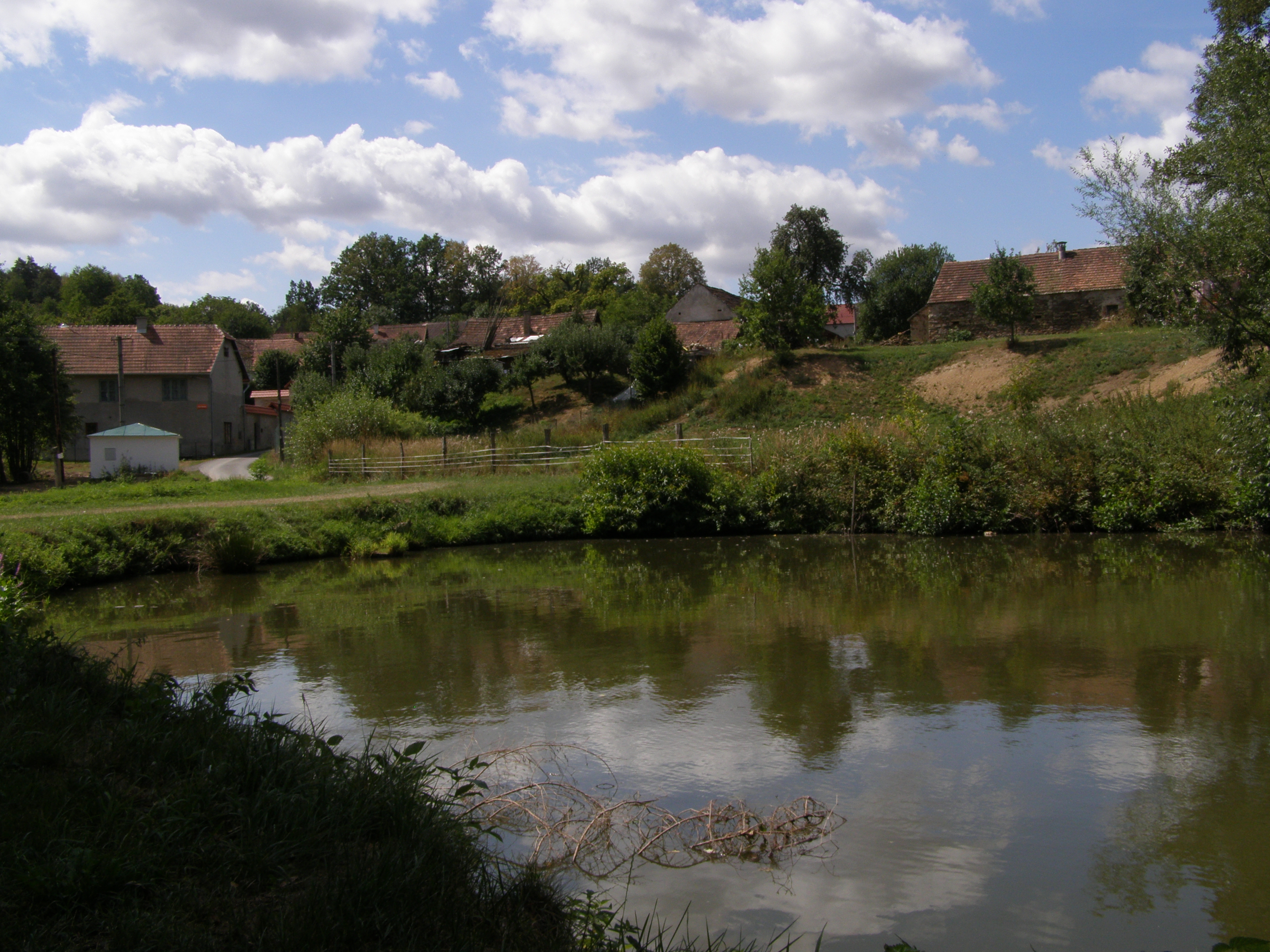
Dorpsvijver (2018)
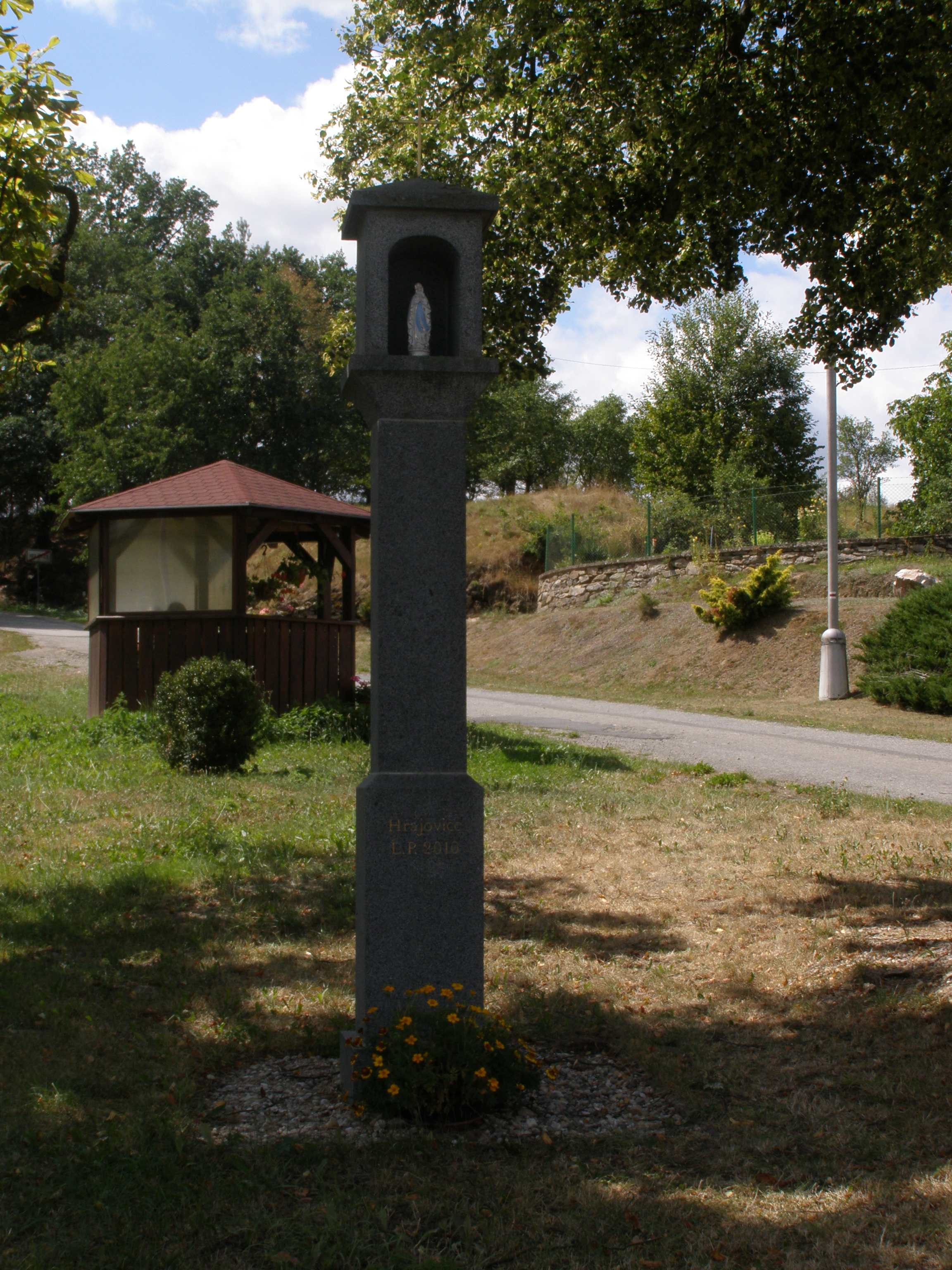
Monument (2018)
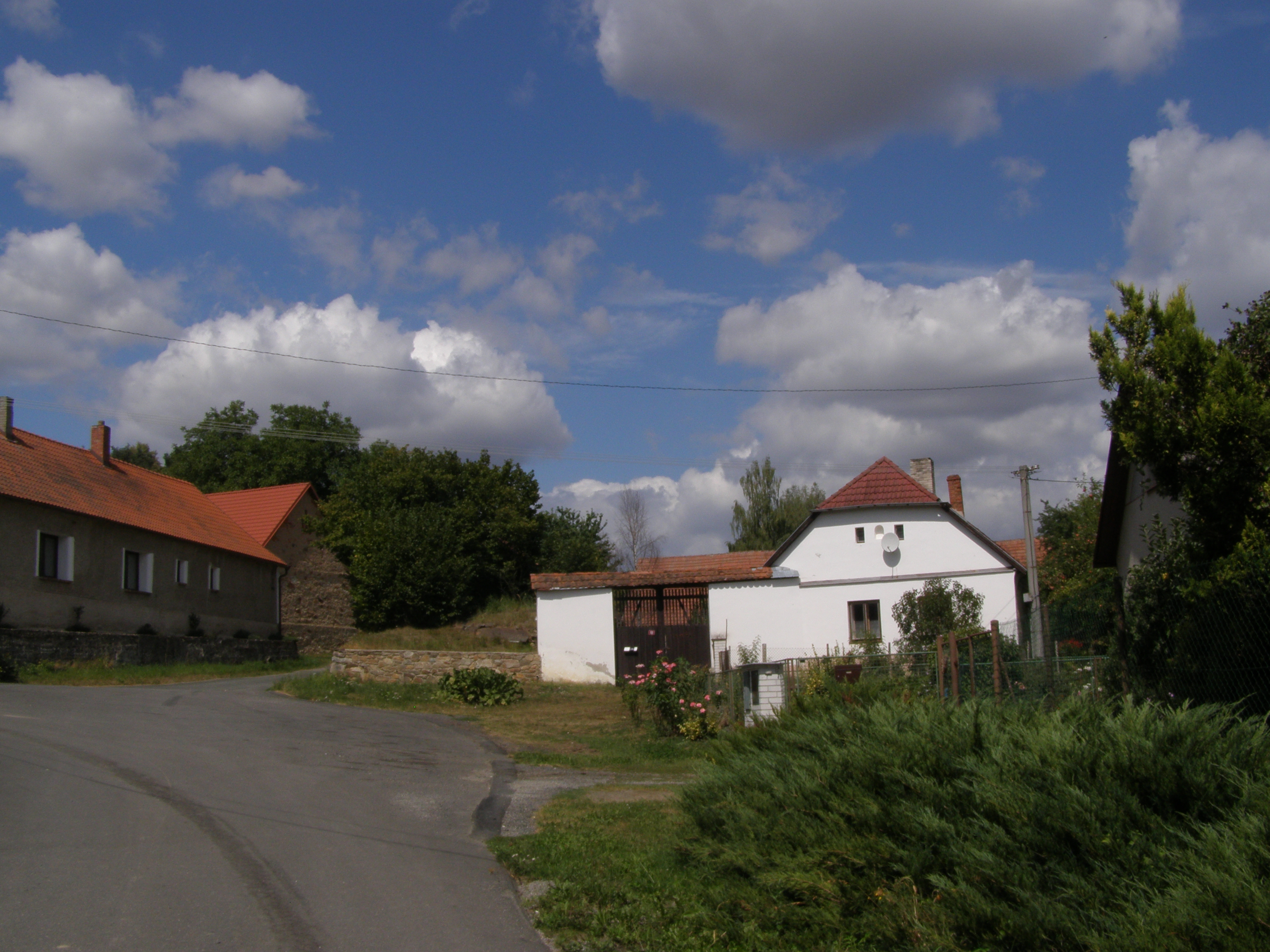
Huizen in het dorp (2018)